# Bolitoglossa copia
Bolitoglossa copia (tên tiếng Anh: El Copé Giant Salamander) là một loài kỳ giông thuộc họ Plethodontidae.
Đây là loài đặc hữu của Panama.
Môi trường sống tự nhiên của chúng là vùng núi ẩm nhiệt đới hoặc cận nhiệt đới.